# Asunción
Asunción, ufficialmente La Muy Noble y Leal Ciudad de Nuestra Señora Santa María de la Asunción, è la capitale del Paraguay. Con 512 112 abitanti (1 639 000 agglomerato urbano), è chiamata anche "Distrito Capital".
È il centro industriale e culturale del Paese, è la sede del governo paraguaiano e il principale porto del Paraguay, con fabbriche di scarpe, tessili e di tabacco.
La sua area metropolitana, chiamata Grande Asunción, comprende le città di San Lorenzo, Fernando de la Mora, Lambaré, Luque, Mariano Roque Alonso, Ñemby e Villa Elisa.

## Geografia fisica

### Territorio
La città è situata sulla sponda sinistra del fiume Paraguay (nei pressi della confluenza con il Pilcomayo), importante sia come via per il commercio fluviale sia come attrazione turistica. Il clima di Asuncion è subtropicale, caldo e umido per la maggior parte dell'anno, le precipitazioni sono minori durante l'inverno australe, da giugno a settembre. Sorge su sette colli, tra cui si annoverano: Cabara, Cerro Lambaré, Clavel, Tarumã, Cachinga e Tacumbú.

### Clima
| Asunción            | Mesi  | Mesi  | Mesi  | Mesi  | Mesi  | Mesi | Mesi | Mesi | Mesi | Mesi  | Mesi  | Mesi  | Stagioni | Stagioni | Stagioni | Stagioni | Anno    |
| Asunción            | Gen   | Feb   | Mar   | Apr   | Mag   | Giu  | Lug  | Ago  | Set  | Ott   | Nov   | Dic   | Est      | Aut      | Inv      | Pri      | Anno    |
| ------------------- | ----- | ----- | ----- | ----- | ----- | ---- | ---- | ---- | ---- | ----- | ----- | ----- | -------- | -------- | -------- | -------- | ------- |
| T. max. media (°C)  | 33,5  | 32,6  | 31,6  | 28,4  | 25,0  | 23,1 | 23,2 | 24,8 | 26,4 | 29,2  | 30,7  | 32,3  | 32,8     | 28,3     | 23,7     | 28,8     | 28,4    |
| T. min. media (°C)  | 22,8  | 22,3  | 21,3  | 18,6  | 15,7  | 13,8 | 13,1 | 14,3 | 15,9 | 18,6  | 20,1  | 21,8  | 22,3     | 18,5     | 13,7     | 18,2     | 18,2    |
| Precipitazioni (mm) | 147,2 | 129,2 | 117,9 | 166,0 | 113,3 | 82,4 | 39,4 | 72,6 | 87,7 | 130,8 | 164,4 | 150,3 | 426,7    | 397,2    | 194,4    | 382,9    | 1 401,2 |
| Giorni di pioggia   | 8     | 7     | 7     | 8     | 7     | 7    | 4    | 5    | 6    | 8     | 8     | 8     | 23       | 22       | 16       | 22       | 83      |

Fonte

## Storia

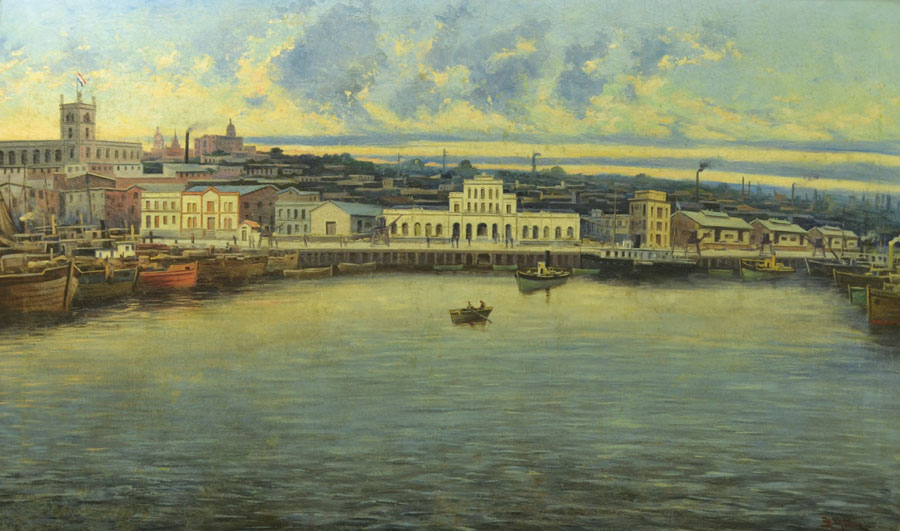
Héctor Da Ponte, Porto di Asunción, 1940

È una delle più antiche città del Sudamerica, essendo nota come "Madre delle Città". Proprio da Asunción partirono le spedizioni che portarono alla fondazione di importanti città come Buenos Aires, Santa Cruz de la Sierra, Santa Fe, Corrientes e Villarrica. Il luogo dove sorge fu scoperto da Juan de Ayolas, ma la città, chiamata Nuestra Señora de la Asunción, fu fondata il 15 agosto 1537 da Juan de Salazar e Gonzalo de Mendoza. Nel 1731 un'insurrezione popolare guidata da José de Antequera y Castro fu una delle prime ribellioni contro gli spagnoli. Durante la dittatura di Carlos Antonio López e di suo figlio Francisco Solano la città cambiò volto. Molti edifici di epoca spagnola vennero abbattuti, furono innalzati palazzi neoclassici sulla falsariga di quelli parigini, si aprirono circa 400 scuole e vennero inaugurate le prime industrie e le prime ferrovie. Dopo la guerra della triplice alleanza (1865-1870), Asunción fu occupata dalle truppe brasiliane fino al 1876. Dopo il conflitto la città, come tutta la nazione, passò tempi difficili, date le difficilissime condizioni socioeconomiche del dopoguerra. Tuttavia a cavallo tra il XIX e il XX secolo Asunción risorse. Affluirono infatti in città migliaia di immigrati dalle aree dell'Impero ottomano e dell'Europa e furono costruiti e ristrutturati interi quartieri. In epoca contemporanea occorre ricordare che la città è stata sede della firma del "Trattato del Mercosur" (1995) tra Uruguay, Paraguay, Argentina e Brasile, per la costituzione di un mercato unico economico nell'area. Il trattato, fortemente ispirato a quello istitutivo della Comunità europea, prevede peraltro l'adozione di una moneta unica che prenderà, presumibilmente, il nome di "Guaraní".
Il 1º agosto 2004, nel corso di un incendio scoppiato all'interno di un supermercato nel barrio di Santísima Trinidad, morirono 327 persone e oltre duecento rimasero ferite. Il 1º aprile 2017 gravi disordini sono scoppiati in città a causa di un emendamento alla Costituzione approvato a favore della rielezione del presidente Horacio Cartes. Nel corso delle proteste il palazzo del Parlamento è stato assaltato e incendiato dai manifestanti, mentre un militante dell'opposizione è stato ucciso dalla polizia.

## Monumenti e luoghi d'interesse

### Architetture civili

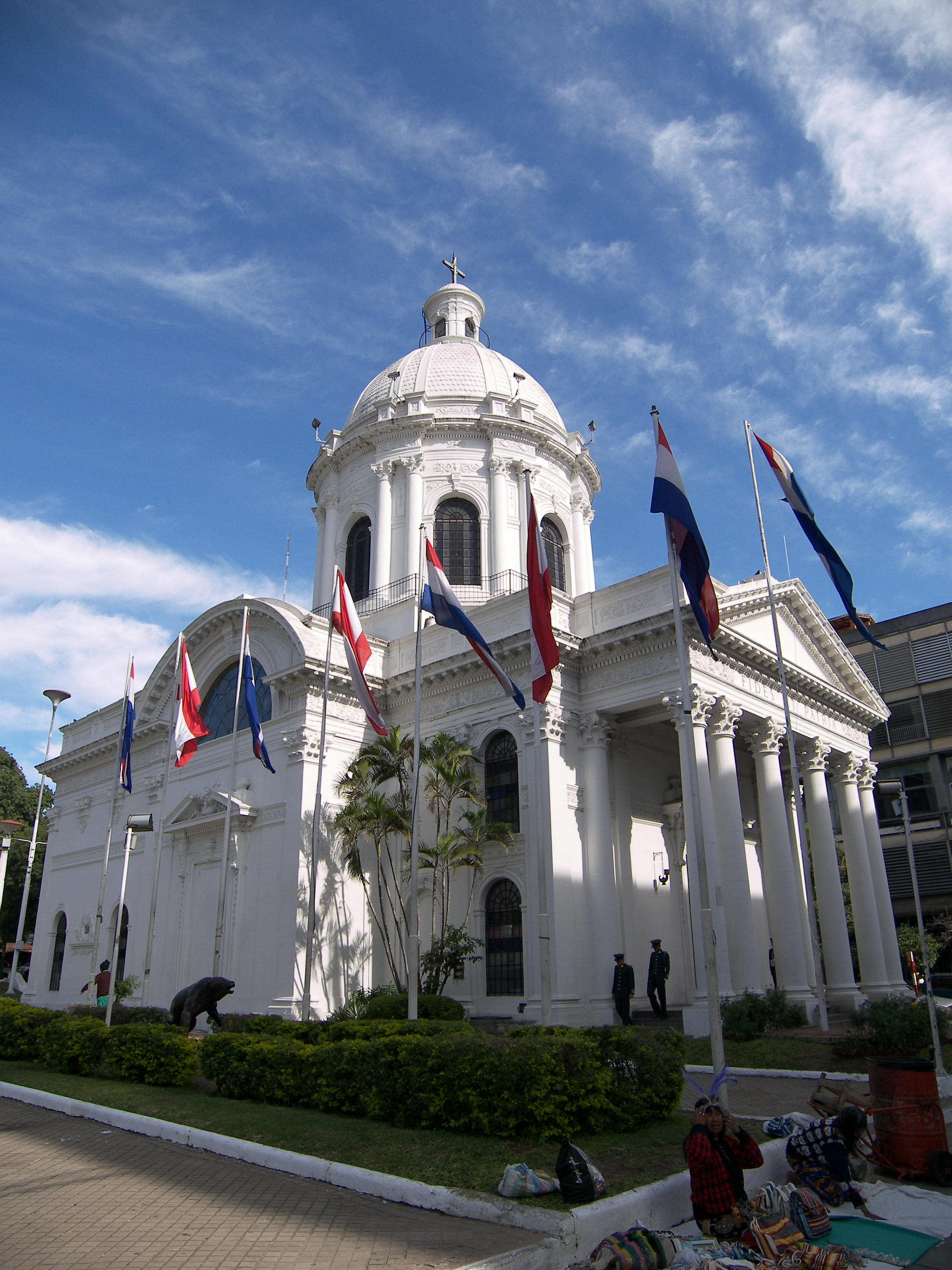
Il Panteón Nacional de los Heróes

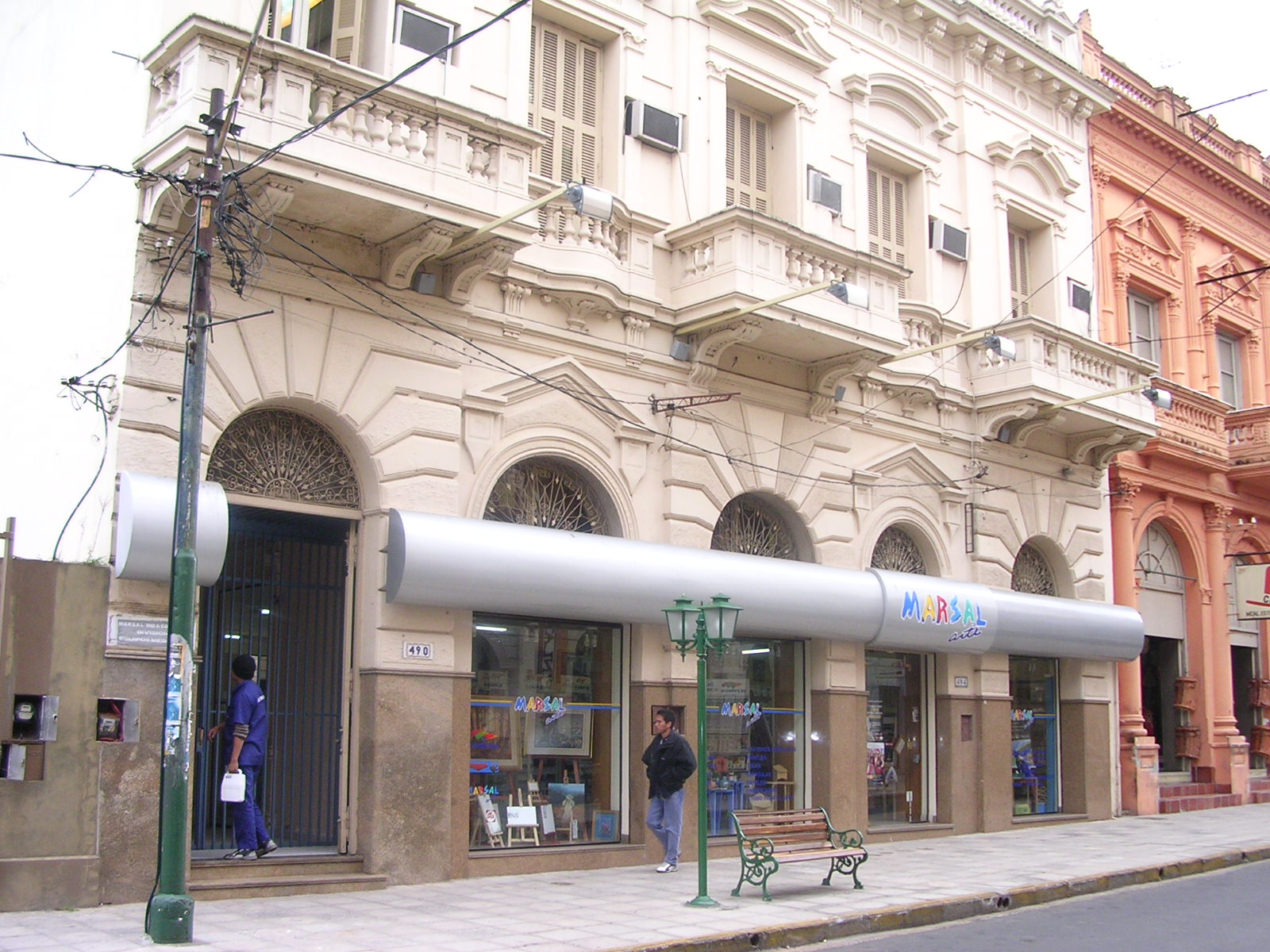
Palazzi caratteristici nella Calle Palma

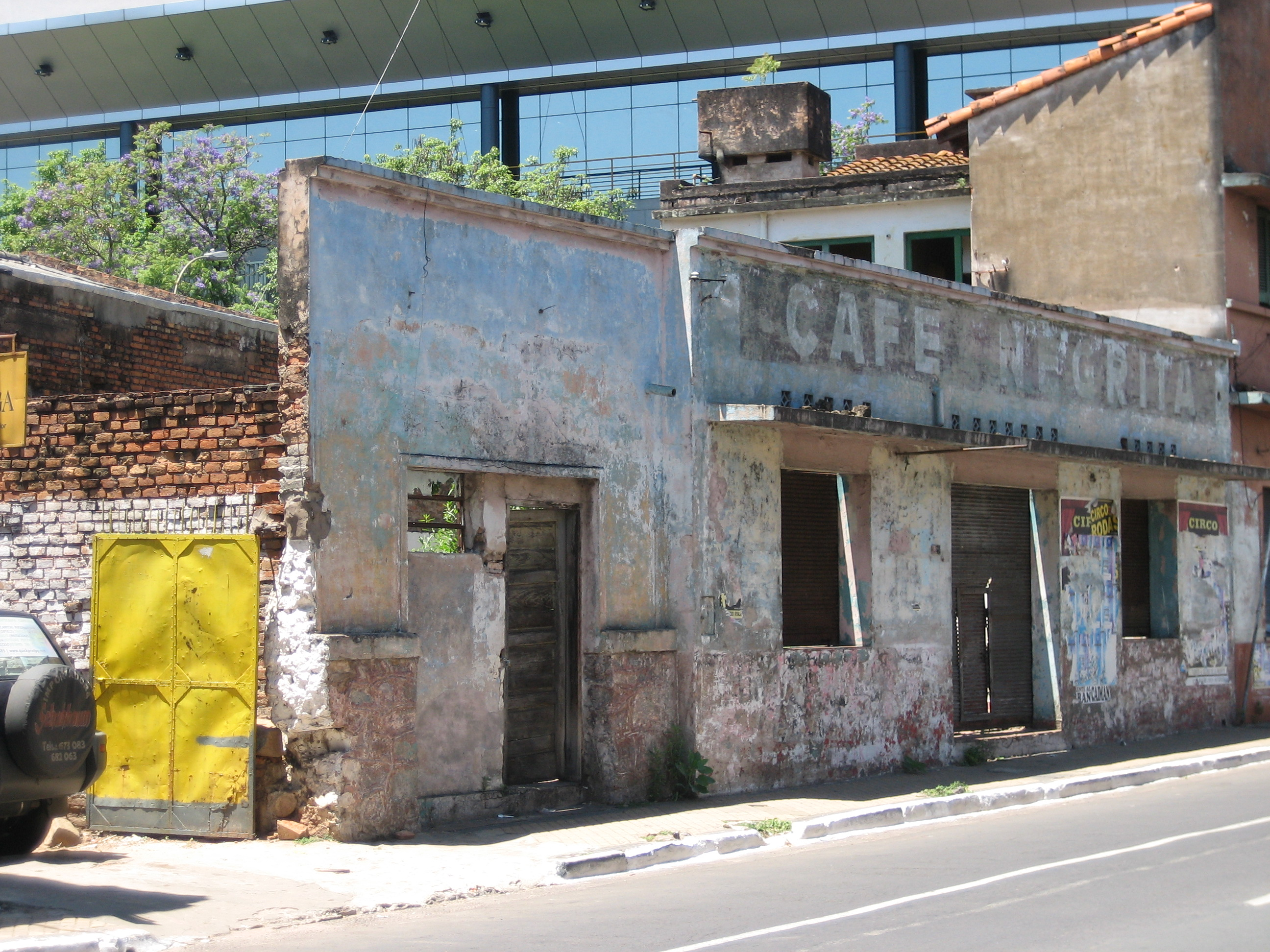
Lo stridore tra le case diroccate e le architetture recenti nel centro di Asunción

- Lo stridore tra le case diroccate e le architetture recenti nel centro di AsunciónPalacio de los López, sede della presidenza della Repubblica del Paraguay ed è uno degli edifici più rappresentativi della città.Distretto finanziario di Asunción

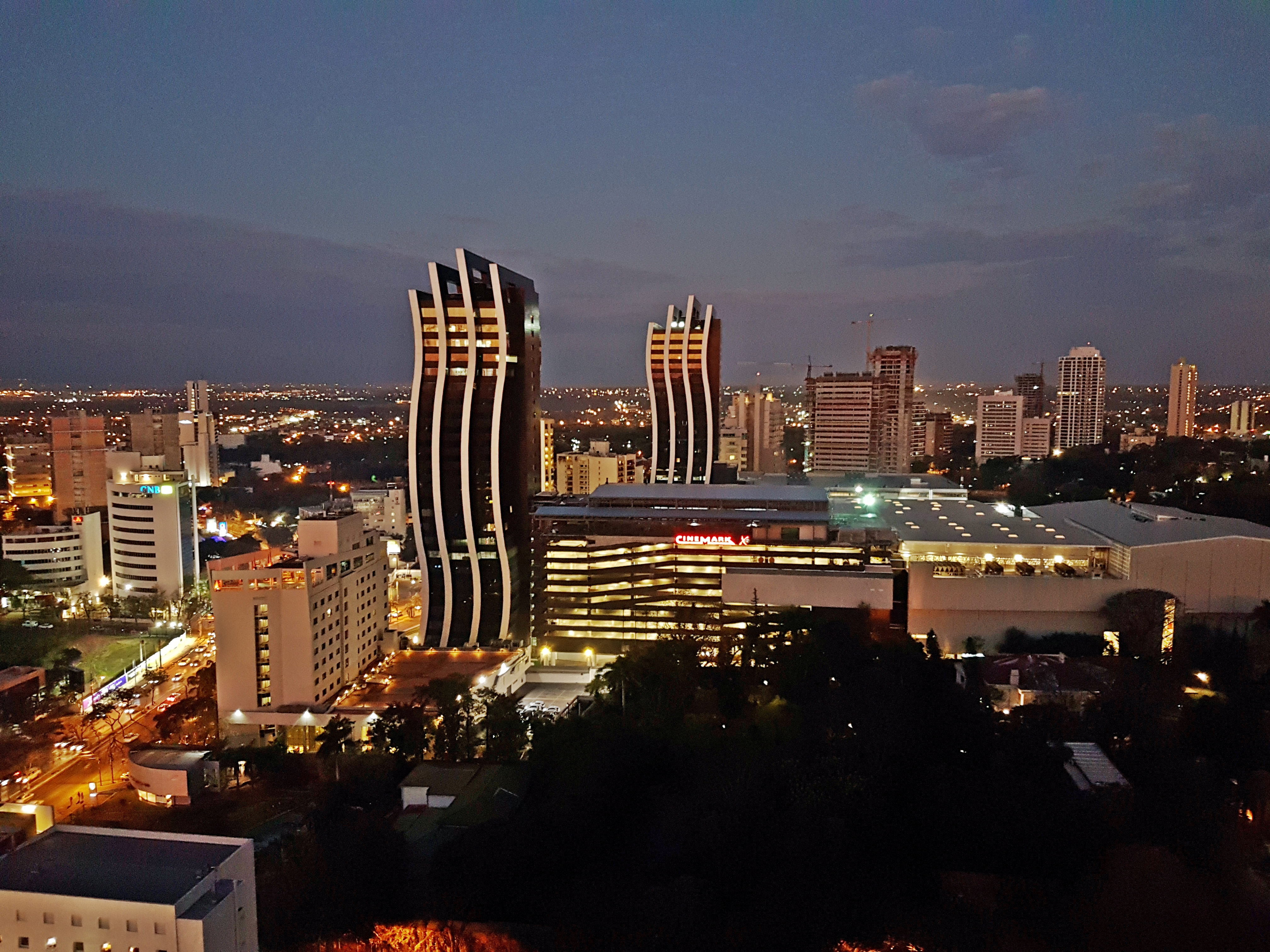
Distretto finanziario di Asunción

- Casa dell'Indipendenza, l'edificio all'interno del quale fu proclamata l'indipendenza paraguaiana nel 1811.
- Cabildo, antica sede del governo civile durante la dominazione coloniale spagnola, ospita al suo interno un centro culturale.
- Vecchia stazione ferroviaria, la prima costruita in Sudamerica, inaugurata nel 1864.

### Architetture religiose
- Cattedrale di Asunción, dedicata alla Madonna dell'Assunta, fu costruita nelle attuali forme negli anni '40 del XIX secolo.
- Panteón Nacional de los Heróes ispirato all'Hôtel des Invalides di Parigi, ospita al suo interno le reliquie di alcuni dei più importanti personaggi politici e militari del paese, mentre di altri si custodiscono le ceneri.
- Chiesa dell'Incarnazione
- Chiesa della Santissima Trinità

## Cultura

### Istruzione

#### Musei
In quanto capitale del Paraguay Asunción ospita numerosi musei e centri culturali dedicati non solo al patrimonio storico, folkloristico e artistico cittadino, ma dell'intera nazione. Tra le principali istituzioni museali si segnalano: il Museo nazionale di Belle Arti, il Museo del Cabildo, il Museo Etnográfico Dr. Andrés Barbero, il Museo de la Estación Central del Ferrocarril Carlos Antonio López, il Museo del Hospital de Clínicas, il Museo Histórico Nacional Gral. Bernardino Caballero, il Museo de Historia Natural e Indigenista, il Museo de la Justicia, il Museo Judío del Paraguay, il Museo de las Memorias, il Museo Militar del Ministerio de Defensa, il Museo de Numismática y de Joyas, il Museo de las Sillas - Musa, il Museo del Touring y Automóvil Club Paraguayo, la Fondazione Fernando Gómez Scifo - Casa Museo Ñembo´e Renda, il Centro Culturale e Museo de Arte Sacro, il Centro Culturale di Spagna Juan de Salazar, il Centro Culturale della Città Manzana de la Rivera, il Centro Culturalr Citibank, il Centro d'Arti Visive Museo del Barro, le Casas Bicentenario, Centro Astronómico Bicentenario - Planetario Padre Buenaventura Suárez

## Infrastrutture e trasporti

### Aereo

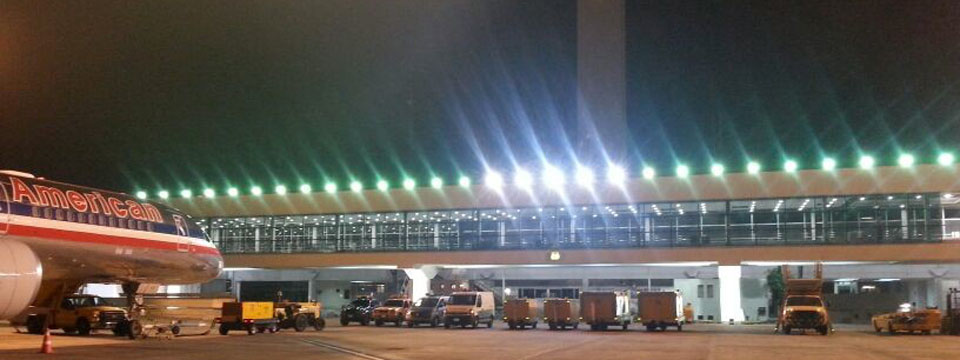
Terminal 1 dell'aeroporto Silvio Pettirossi

Asunción vanta il più grande aeroporto paraguayano, l'Aeroporto Internazionale Silvio Pettirossi, unico internazionale insieme all'Aeroporto Internazionale Guaraní di Ciudad del Este. Esistono diversi voli quotidiani per Buenos Aires, La Paz, Washington e San Paolo del Brasile; meno frequenti quelli per Rio de Janeiro, Brasilia, Santiago del Cile. Esiste anche un volo diretto per Madrid, due volte la settimana. Per quanto riguarda i trasporti internazionali terrestri esistono molteplici imprese private che operano nel settore degli autobus. Molteplici i collegamenti quotidiani per San Paolo, Buenos Aires, Santiago del Cile, altre città dell'Argentina, del Brasile e per le diverse città paraguayane. Meno frequenti sono i collegamenti con la Bolivia, di cadenza settimanale. In termini assoluti l'unica linea ferroviaria porta a un paese vicino ad Asunciòn, Areguá; nei pressi del lago Ypacaraí, località balnearia e turistica del paese.

### Autobus
Anche per quanto riguarda i trasporti cittadini, come anche per quelli internazionali, non esiste il trasporto su via ferrata. Per muoversi in città ci sono gli autobus, che coprono molto bene il tessuto urbano, benché siano spesso pieni e sia sconsigliato viaggiarvi in orari non diurni. Il prezzo di una corsa singola è di circa 2300 Gs (40 centesimi di euro). In alternativa esiste un efficiente sistema di radiotaxi; con molteplici fermate nelle zone centrali e periferiche, accessibile a un prezzo modesto. Il costo della chiamata è di circa 5000 Gs (70 centesimi di euro) e il costo per 100 metri di viaggio è di 250 Gs all'incirca (equivalenti a 4-5 centesimi di euro). Molte le agenzie che affittano automobili, sia nelle vicinanze dell'aeroporto sia nel centro della città.

## Amministrazione

### Gemellaggi

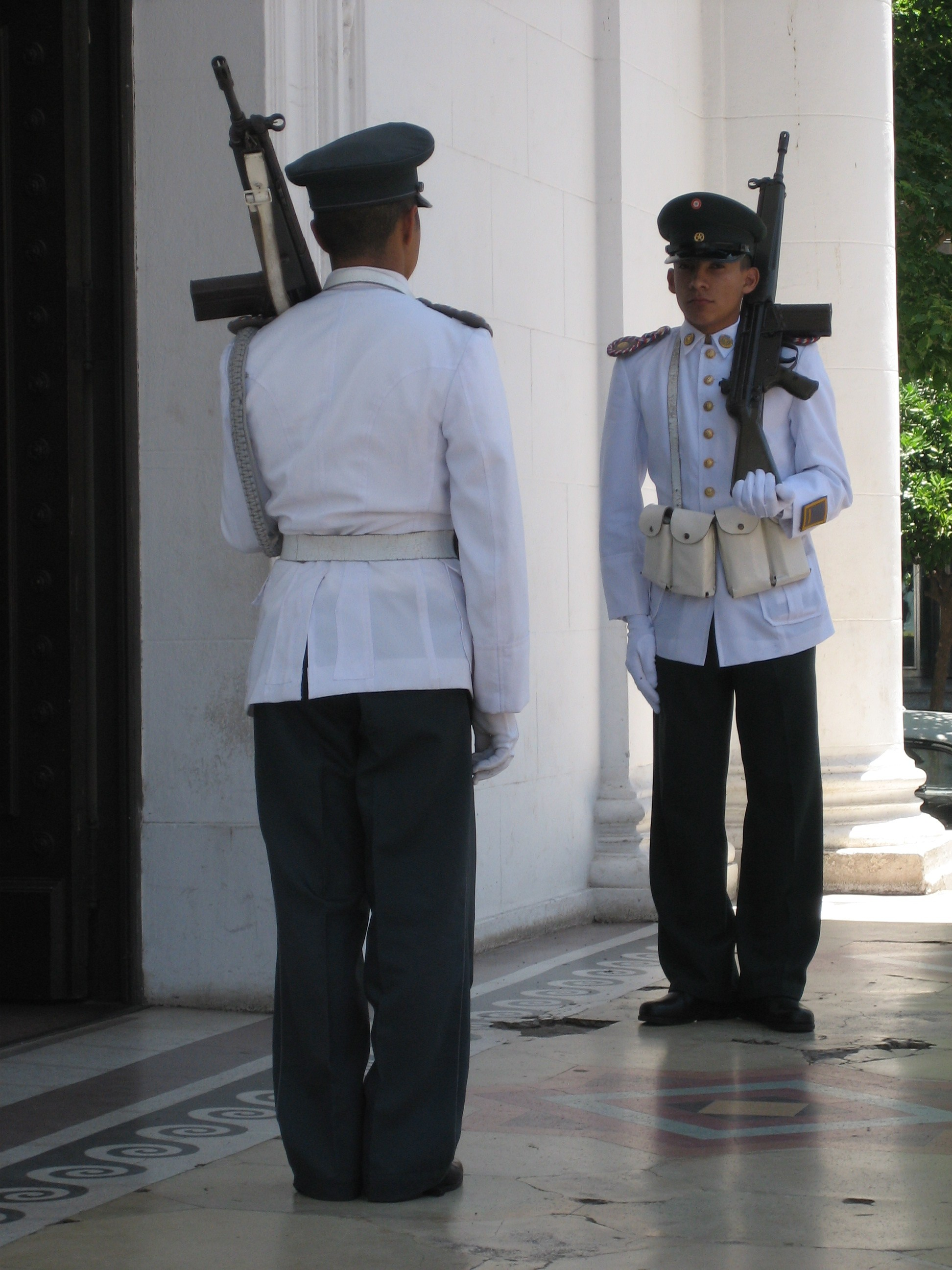
Guardie del Congreso Nacional di Asunción

- Guardie del Congreso Nacional di Asunción  Santa Fe

## Sport

### Calcio
Nel sobborgo di Luque, si trova la sede della CONMEBOL, l'organismo di controllo, organizzazione e amministrazione del calcio sudamericano. La città è sede di prestigiose società sportive note principalmente per le sezioni calcistiche. Le due formazioni più celebri e note sono il Club Olimpia, che vanta in bacheca il maggior numero di titoli nazionali vinti e la Coppa Intercontinentale del 1979, e il Cerro Porteño, squadra anche'essa pluricampione nazionale. Le due società danno vita alla rivalità sportiva più accesa e sentita del calcio paraguaiano. Le altre squadre che completano il panorama calcistico della capitale paraguaiana sono il Libertad, il Guaraní, il Sol de América e il Nacional. Il principale impianto sportivo cittadino è lo stadio Defensores del Chaco, sede delle partite interne della nazionale paraguaiana di calcio e degli incontri di cartello, sia di campionato sia internazionali, delle squadre della capitale.
Altro sport largamente diffuso e praticato dai paraguayani e dagli Asunceni è il futsal (calcio indoor) per il quale esistono molte strutture e molteplici sono pure le squadre di club presenti nella città.